# 大高歩
大高 歩（おおたか あゆみ、1996年9月17日 - ）は、日本の元プロ野球選手（投手）。

## 来歴
神奈川県横須賀市田浦町出身。
関東学院六浦小学校3年生時に野球を始め、その後は関東学院六浦中学校、関東学院六浦高等学校を経て、函館大学へスポーツ推薦で進学するも経済的な事情で1年時に中退する。
鶴見大学へ再入学するが、父が定年間近、弟がこれから高等学校に進む家庭事情を考慮して2年時に中退。
2018年2月にベースボール・チャレンジ・リーグ（ルートインBCリーグ）のトライアウトを受験して滋賀ユナイテッドベースボールクラブより指名を受け、入団した。大高を指名した監督の松本匡史は「即戦力というよりは、将来性を買った。伸びしろがあるし、鍛えたら面白い」と評した。しかし滋賀では未勝利に終わり、シーズン終了後に自由契約となる。
2018年シーズン終了後に改めてルートインBCリーグと四国アイランドリーグplusの合同トライアウトを受験して、2019年からアイランドリーグの香川オリーブガイナーズに入団した。アイランドリーグのトライアウトでは左腕投手最速の144km /hを記録したことで、香川の首脳陣に注目された。当時香川の監督だった西田真二は2019年シーズン開幕前の文章で「荒れ球ですが182センチの長身から角度のあるボールを投げ込みます。こういうサウスポーは香川オリーブガイナーズにはいなかったタイプなので楽しみです」と評した。
2019年シーズンは、リーグの北米独立リーグ対戦の選抜チームに選出され、オフにはみやざきフェニックス・リーグのリーグ選抜選手にも選ばれた。
2020年シーズンは、新型コロナウイルス感染症流行でリーグ戦の開始が延期され、その時期には実家からの仕送りがないため、ほぼアルバイトをしていたという。開幕後はシーズン途中から変則サイドスローにフォームを変更。シーズン後半は先発を任され、約1ヵ月で3勝した。シーズン終盤に球速146km/hを計測。
2021年シーズンはチーム最多登板35試合（リーグ3位）、リーグ最多の9ホールドを記録した。リーグ最多となる12ホールドポイントも記録した。シーズン終了後の10月15日に、今シーズンをもって香川を退団（自由契約）することが発表された。11月16日、BCリーグの神奈川フューチャードリームスに練習生として契約したことが発表された。
2022年シーズン開幕前の4月7日に契約選手に変更となる。シーズン終了後の10月27日に任意引退での退団が発表された。
2024年JABA東京都クラブ春季大会出場メンバーに全調布硬式野球倶楽部に内野手として入団発表された。背番号「14」。

## 詳細情報

### 独立リーグでの投手成績
出典は、BCリーグの過去個人投手成績、アイランドリーグおよびBCリーグウェブサイトよりリンクされる「一球速報」の2019年度 - 2022年度個人投手成績。
| 年 度    | 球 団    | 登 板 | 完 投 | 勝 利 | 敗 戦 | セ 丨 ブ | 勝 率 | 打 者 | 投 球 回 | 被 安 打 | 被 本 塁 打 | 与 四 球 | 与 死 球 | 奪 三 振 | 暴 投 | ボ 丨 ク | 失 点 | 自 責 点 | 防 御 率 |
| -------- | -------- | ----- | ----- | ----- | ----- | -------- | ----- | ----- | -------- | -------- | ----------- | -------- | -------- | -------- | ----- | -------- | ----- | -------- | -------- |
| 2018     | 滋賀     | 17    | 0     | 0     | 0     | 0        | .000  | 179   | 32.0     | 52       | 2           | 30       | 1        | 14       | 2     | 1        | 47    | 41       | 11.53    |
| 2019     | 香川     | 26    | 0     | 0     | 0     | 0        | .000  | 229   | 47.2     | 60       | 2           | 27       | 3        | 30       | 4     | 0        | 39    | 31       | 5.89     |
| 2020     | 香川     | 19    | 0     | 3     | 2     | 0        | .600  | 231   | 54.0     | 42       | 0           | 28       | 6        | 29       | 5     | 0        | 14    | 14       | 2.33     |
| 2021     | 香川     | 35    | 0     | 3     | 1     | 0        | .750  | 137   | 31.1     | 18       | 1           | 23       | 2        | 22       | 2     | 0        | 12    | 9        | 2.59     |
| 2022     | 神奈川   | 16    | 0     | 1     | 1     | 0        | .500  | 98    | 17.1     | 33       | 3           | 14       | 2        | 11       | 0     | 0        | 26    | 17       | 8.83     |
| BCL：2年 | BCL：2年 | 33    | 0     | 1     | 1     | 0        | .500  | 277   | 49.1     | 85       | 5           | 44       | 3        | 25       | 2     | 1        | 73    | 58       | 10.58    |
| IL：3年  | IL：3年  | 80    | 0     | 6     | 5     | 0        | .545  | 597   | 133.0    | 120      | 3           | 78       | 11       | 81       | 11    | 0        | 65    | 54       | 3.65     |

- 2022年度シーズン終了時

### 背番号
- 34 （2018年)
- 14 （2019年 - 2022年）